# Quijote Arena
Quijote Arena je športska dvorana u Ciudad Realu, u Španjolskoj. Najčešće se koristi za rukometne utakmice, a od 2003. do 2011. koristio ju je nekadašnji BM Ciudad Real.
Otvorena je 28. prosinca 2003. Kapaciteta je 5.863 gledatelja.